# Kajetan Kulik
Kajetan Kulik (11 de novembro de 1995) é um voleibolista profissional polonês, jogador posição atacante. 